# Kondrosarkom
Kondrosarkom är en elakartad tumör av typen sarkom som främst påträffas i brosk (kondrocyter), och som står för 75% av samtliga fallen av broskcancer. Eftersom brosk företrädesvis finns i leder, drabbas vanligen lederna av denna skelettcancer, men den kan drabba skelettdelar utan leder.
Primär kondrosarkom uppstår utan att föregås av benigna tumörer. Detta drabbar oftast barn, och är mycket sällsynt. Sekundär kondrosarkom uppstår vanligen ur benigna brosktumörer som enkondromatos eller osteokondrom, och drabbar i synnerhet medelålders personer och äldre. Det är något vanligare att män drabbas än kvinnor. Risken att drabbas ökar därför av att vara ärftligt predisponerad för cancer, att ha vissa genetiska bindvävssjukdomar, men också av att ha genomgått strålbehandling.
Sekundär kondrosarkom uppstår vanligen i bäckenbenet, lårbenet, överarmsbenet, eller revbenen. Dock kan de uppkomma överallt där det finns brosk,såsom näsan. Tumörer av blandtyp mellan carcinom och sarkom samt mesenkymom, exempelvis vid sällsynta fall av prostatacancer och urinvägscancer, kan delvis påminna om kondrosarkom.
Broskcancer till följd av kondrosarkom kan vara låggradig eller mera aggressiv. Låggradigt maligna tumörer har matrix av hyalinbrosk och låg celldensitet, och brukar inte metastasera. De kan dock bli mera högmaligna,vilket kännetecknas av att matrixen blivit myxoid, att celldensiteten ökat och celldelningen går hastigare, samt ökad kärlbildning i tumören. Cancercellerna i svårmaligna varianter har spindelceller, och är mycket benägna att bilda metastaser.
Symtom på skelettcancer är skelettsmärta, frakturer, lokal ömhet och svullnad, samt allmänpåverkan med trötthet och viktminskning, men beroende på läge kan den också ge individuella symtom. Kondrosarkom i skallen kan exempelvis yttra sig i huvudvärk, tinnitus, och synrubbningar. Tumören kan märkas genom att benet växer, eller, när leder drabbats, genom att rörelsefriheten inskränkts.